# Сильвестер Венжик Гроза
Сильве́стер Ве́нжик Гро́за (пол. Sylwester Wężyk Groza; *7 січня 1793, Меджибіж, нині смт Летичівського району Хмельницької області — †4 серпня 1849, село Безіменне, нині Козятинського району Вінницької області) — польський письменник, публіцист. Представник «української школи» в польській літературі. Старший брат поета й драматурга Александра Кароля Грози.

## Біографія
У 1802—1809 роках навчався в Умані. У 1809—1812 роках навчався у Вінниці. У 1812—1819 роках працював юристом у Кам'янці-Подільському.

## Творчість
У книгах «Поезії» (томи 1—2, 1836), «Подільсько-українські повісті, взяті з дійсних образів» (томи 1—2, 1842), повістях «Банкрутство» (1843), «По́прядки українки» (1844), нарисі «Купайло» (1842) Сильвестер Венжик Гроза змалював життя та побут українського народу.